# 山田勝己
山田 勝己（やまだ かつみ、1965年10月22日 - ）は、TBS『SASUKE』のSASUKEオールスターズの1人で、SASUKEの象徴的存在。『クイックマッスル全国選手権』（3分間腕立て伏せ）準優勝。

## 来歴
1965年10月22日、兵庫県加古郡播磨町に生まれる。阪神タイガースの掛布雅之に憧れて、小学2年生で地元のソフトボールチームに所属し、全国大会出場の経歴を持つ。陸上の長距離走が得意であり、小学4年生からマラソン大会は毎年優勝していた。躍進のきっかけは、自信を持って臨んだ小学3年生のマラソン大会で4位に終わった悔しさから練習を続けたことだという。中学では野球部に入るつもりだったが、強力な勧誘があった陸上部に入部。

### 高校野球
兵庫県立東播磨高等学校に8期生として入学。「今度こそ、野球部に入る」と心に決め、合格発表の翌日にはジャージ姿で野球部の練習に押し掛けた。幼い頃からソフトボールには親しんでいたが、野球は未経験のまま入部。エースで4番を目指していたが、すぐに肩を壊して投手から野手に転向した。
高校1年生の11月、その年の最後の練習試合に、9回二死2、3塁の一打逆転の場面で代打に指名されたが、すべて見逃しで三球三振に終わった。山田は「ひざがガクガク震えてバットを振ることができなかった。野球ではそのとき初めて悔しいと思った」と語り、「そこからなにかにのめり込む際の度合いが激しくなっていったんです。春までの約5カ月、学校や寝ている時間以外はほとんどバットを振っていました」と語るほど野球に没頭。1日1500本のスイングを自身に課し、授業後の学級活動を抜け出して打撃練習をしたこともあったという。その後、高校2年生の春の2試合目に8番で先発出場。2打席続けて初球のストライクをホームランにし、その後は4番で固定されたという。山田は「あの三球三振がなければ、今のようにはなっていないです」と振り返っている。

### 野球引退後からSASUKEへの出会い
高校卒業を境に野球を辞めた後は、22歳でソフトボールを始め、全国大会を目指すハイレベルなチームで汗を流し、25歳からトレーニングを再開し31歳でSASUKEと出会う。後に山田は「学生時代は人より運動ができましたので、できない人の気持ちを理解することができなかったですが、SASUKEは挑戦する度に落ち続け、非難を受けたことが挑戦を続ける理由の一つになりました」と述懐している ほか、「『俺より出来るやつなんて世の中におらへん』と思っていたんですよ。でも、SASUKEはやっても出来ひん、やっても出来ひんという。そこで自分って何やろうと考えたとき、自分って何にも出来ひんのやって気付かされたし、自分の弱さも実感出来ました」と語っている。
1996年、TBS『筋肉番付』の『クイックマッスル全国選手権』に出場。これはソフトボールの練習中に大怪我をして、1年ほどソフトボールができず、まともなトレーニングは腹筋と腕立て伏せしかできなかった頃に、テレビで腕立て伏せをやっている姿を見て、「これなら自分でもできそうだな」と思い、応募に至った。結果は準優勝（後述）。これが後のSASUKE出場のきっかけとなる。
1997年、SASUKE第1回大会に「クイックマッスル全国大会準優勝」の肩書きを引っ提げて出場した。
同年、TBS『筋肉番付』の『MUSCLE RECORD 9ミニッツ』（9分間腕立て伏せ）に出場。644回の記録を打ち立て準優勝となった。
1999年、第3回大会に出場。本大会開催前に、山田は自宅の庭にSASUKEを模したセットを製作して練習を重ねた。同大会は完全制覇まで残り約30cmまで迫り、初の大会最優秀成績を記録。
同年、第4回大会で初めてゼッケン100番を与えられるなど、一躍SASUKEを代表する選手となる。
2000年春、仕事中にSASUKEの練習に熱中したことにより、放置したボンベが爆発したり、仕事の合間にいろんな施設に行って、筋トレや走り込みをしていたことが会社に知られ、ボンベ配送業の仕事をリストラされる。その後は妻の実家の鉄工所でアルバイト、野球場でビール売りのアルバイト(売上は1位)で生計を立てながら出場を続ける。同年秋開催の第6回大会にて2回目の大会最優秀成績を記録。しかし、この頃は1日に700回もの懸垂や何十キロの重りを背負った坂道ダッシュなどのオーバーワークを、仕事から帰ってきてから夜中の2時くらいまでトレーニングしていたため、膝や腰を痛める不調が続き、満身創痍の状態に。その後、紹介状をもらって病院に行ったが、病名がないと診断された。結果、翌大会の第7回大会では、自身初の1stステージでリタイアとなった。
2002年秋、第10回記念大会にて3回目の大会最優秀成績を記録。
2012年、第28回大会をもってSASUKEを引退。
2013年以降、「山田軍団 黒虎」というチームを結成し、自身を慕う若手選手たちとトレーニングを重ね、指導者という形でSASUKEに携わる。軍団の運営については「コーチという生温い形は嫌なので、師匠と弟子のように厳しく精神面も技術面も鍛えていきたいと思っています」と語っている。
2017年、妻の実家の鉄工所の跡を継ぎ、社長となる。
2020年、『SASUKE2020』第38回大会より現役復帰。
2021年、生涯現役宣言をした。

## 人物
身長175cm、体重75kg。握力は60.8kg。背筋力は240kgを誇る。
藤井健太郎プロデュースの番組（『水曜日のダウンタウン』に15回以上出演）に出演しているほか、5つの主要放送局（日本テレビ・テレビ朝日・TBS・テレビ東京・フジテレビ）全てに出演経験がある。また、CM・ドラマなどにも起用された経験がある（後述）。YouTubeではHIKAKINとコラボしている。
焼肉屋では肉を焼かずに食べている。

## SASUKEでの戦歴

### 大会ごとの戦歴

#### 第1回大会〜第2回大会
1996年の『クイックマッスル全国選手権』準優勝という実績を評価され、担当者からの出演打診の連絡により第1回大会に出場が決定。山田曰く「軽い気持ちで参加しました」と語っている。同大会は1stを5.9秒残しでクリアするも、2ndの五連ハンマーでバランスを崩して脱落（ゼッケン92）。
第2回大会の開催を山田は想定していなかったが、およそ1年後に担当者からの出演打診により出場が決定。前回クリアした2nd・スパイダーウォークで足が滑り脱落。山田の番で雨が降っており、水滴による影響を実況者が指摘していた（ゼッケン91）。山田はこの結果について「同じ相手（2nd）に2回負けました。それが許せませんでした。終わってからも悔しさがこみ上げてくるんですよ」と語っている。

##### SASUKE史上初の自宅セット製作
第2回大会終了後、山田は自宅の鉄工所の一角に、スパイダークライムおよびスパイダーウォークのセットを自費で製作。その時点では第3回大会の開催があるか否かも決定していなかった。
山田は「もちろん、『今回で終わり』と言われていれば作ってはいなかったと思いますけど、やるかもしれないという感じだったので。次、やるんやったら絶対に勝ってやる、と。そうしたら大会が終わって2カ月経たないくらいのうちに、第3回の出場打診があったんです。待ってました、ですよ」と語っている。これが自宅に作った最初のSASUKEセットであり、以降の挑戦者たちに大きな影響を与えることとなる（後述）。

#### 第3回大会
第3回出場前にスパイダーウォークはウエイトがある選手には不利だと判断し、3カ月で15kgの減量を敢行した（80kgから65kg）。山田は当時の状況について「ボクサーのように食べ物とか、水分摂取を制限しました。お腹がすき過ぎて寝られなかったですし、あそこまで体重を落とすと精神的にも不安定になるんですよ。でも、できる限りのことをやって臨もうと思ったので、もっと練習しよう、もっと体重を落とそう。そんな感じでした」と振り返っている。
あまりにも急激な減量に、家族をはじめとする周囲の人達は山田を本気で心配し、「病院に行くことを勧める者や癌を疑う者までいた」と語っている。
本大会では1stを9.4秒残して突破。2ndウォールリフティングでは3枚目の壁を最上段まで持ち上げ、その後片手で支えた後にゴールまでゆっくりと歩み寄るという姿を見せた。
3rdステージを初挑戦でクリアしFINALステージに進出。FINALは15m綱登りで、スタートから5m地点まで足を使わずに腕の力だけで登り、その後足を使うも残り約30cmでタイムアップ。挑戦後のインタビューでは「腕で一気に登りたかったのですが、ペースが掴めないままで…最初から足を使ってたほうが良かったかもしれないですね」と語り、実況の古舘に「なんでそこまで頑張れるのか？何かを確かめたいのか」という問いに対して「負けたくないっていう…ただそれだけです」と涙して語った（ゼッケン89）。
山田は今大会について「あのときは完全制覇まで行くつもりだったので、体重は軽いままにしようと朝から水分しか摂らなかったんです。それでもう深夜だったファイナルのころには空腹に加えて集中力も欠けてきていました。極端な減量がたたった部分もあるのでしょう。最後は力があまり入りませんでした。でも、手応えはありましたし、あれで心に火が点いた感じです」と振り返っている。

#### 第4回大会
第4回大会はゼッケン100番となり、初めて両親を会場へ呼び寄せた。今回は体重を8kg増量して挑んだ。2ndのウォールリフティングでは前回と同様のパフォーマンスを見せた。3rdではプロペラうんていでタイミングが合わず、1本目から2本目への移動で2度失敗。さらに3本目への移動でも1度失敗。その後、新設されたクリフハンガーの2個目の空白で脱落した。
同大会では『クイックマッスル全国選手権』からのライバルであった秋山和彦が完全制覇を達成。完全制覇した秋山を3rdの沼地に投げ入れ、山田自らも沼の中に飛び込み、秋山の完全制覇を祝福した。しかし、後に番組の公式YouTubeチャンネルで公開された動画の中で、山田本人は当時の心境について、「SASUKEに勝ちたくて、ライバルにも勝ちたいという想いがありましたから、秋山の完全制覇は正直喜べなかったです」と語っている。
山田のトレーニング量は日に日に増していき、ボンベ配送業の仕事中にトレーニングをして会社から注意され、一度は改めようと考えたが、2000年2月にリストラに遭う。その後、時間が確保しやすいという理由で妻の実家の鉄工所でアルバイトをしながら大会に挑み続けた。
山田は当時の状況について「仕事を辞めさせられましたし、無茶をしていたので体のこととか、家族から心配をされたりはしましたけど、強く反対されることはなかったです。言っても無駄だと妻もわかっているので」と振り返っている。
また、自宅への取材の際には、スタッフからの「お金（完全制覇の賞金200万円）は欲しいですか」との問いに対して、「いりません。ハッキリ言って」「（欲しいのは）名誉ですね」と微笑みながら優しい口調で返答し、独自のモチベーションで挑んでいる事を明らかにした。

#### 第5回大会
第5回は、前回の秋山の完全制覇によりリニューアルが施され、1stを竹田敏浩と山本進悟の2人のみがクリアしている状況で挑戦。ローリング丸太の後半で脱線事故に遭い、丸太ごとマットに叩き付けられたが、着水しているか微妙だったためそのまま先へ進んだ。新設されたジャンプハング・そり立つ壁もクリアし、1.7秒を残して1stのゴールボタンを押した。その後、スローVTRによる審議で着水していないことが確認され、クリアの判定となった。
しかし、続く2ndのスパイダーウォークで突如左足を滑らせてリタイア。自宅に初めて作ったSASUKEセットであるスパイダーウォークでのリタイアということもあり、落下後のインタビューでは「スパイダーウォークは得意中の得意と言ってもいいくらいなんですけどね」と語っている（ゼッケン100）。2nd終了後に挿入されたスタジオトークでの司会の古舘伊知郎の解説によると、「直後でこう色々と取材しますとね、股関節イっちゃってたみたいです。練習のし過ぎだったのかね」と話しており、「だから左の足から滑ったとき、股関節に力が入んなかったみたい」と分析している。

#### 第6回大会
第6回開催前に体調を大きく崩し、親からも「そんなに無理して体を壊すならもうやめておけ」と通告された。同大会1st挑戦時の古館の実況によれば「あまりのオーバーワーク、あまりのトレーニングのしすぎで万全の体調ではなかった」という。
この状況から、第6回はラストチャレンジとして出場。1st・2ndを突破し3rdでは初の最終競技者に。前々回リタイアしたクリフハンガーを突破し、最終エリアのパイプスライダーまで進出。思い切り体を振って両足での着地に成功はしたものの、右にバランスを崩して一回転。ゴールマットの右脇へ転落し腰を強打。コースアウトによるリタイアとなった。
その後のインタビューで、実況の古舘から「諦めるか、あるいはまだこのSASUKEチャレンジ、ファイナルステージ成功目指して続けるか。どっちでしょうか。今の心境は」との問いに、山田は「やらせてください…」と懇願した（ゼッケン99）。この山田の脱落は筋肉番付のスタジオでも物議を醸し、レギュラーの中山エミリは「（着地地点に）柵をつけてあげてください」とスタッフに呼びかけている。
なお、パイプスライダーの池はレールと平行で、山田が転落したゴールマットの脇まで掘り下げていなかったが、このリタイアを受け、翌大会以降はゴールマットの両脇にも池が掘り下げられ、美術スタッフの間では「山田池」の通称がついた。

#### 第7回大会
第6回終了後「体調が回復するまでに半年かかった」と語っている。また、医者から「運動をしてはいけない」とストップがかかり、山田は当時の状況について、「第7回大会はほとんどトレーニングなしでチャレンジしました。もしも、そこで体調が悪化したらさすがにアウトかなと思ったので、このときは妻と子どもを連れて行きました。いくらなんでも死んでまでやるわけにはいきませんので」と振り返っている。
同大会は、1stそり立つ壁に到達した時点でのタイムが前回と比較して10秒以上遅いペースとなった。さらに直近の2大会クリアしていたそり立つ壁で2度失敗してしまったことが原因となり、ロープクライムでのタイムアップで自身初の1stリタイア。出場者の中で唯一だった初出場からの6大会連続1stクリアの記録も途切れた（ゼッケン100）。

#### 第8回大会
第8回は再び引退を決意し台風接近による大雨の影響で、幾度も中断を繰り返すコンディションの中で行われた。山本・秋山のリタイア後、ゼッケン100番での挑戦となった。1stのスタートエリア・五段跳びは古館に「100人中1番と申し上げてもいいでしょう」と実況されるほどスムーズに突破。そり立つ壁まで到達するも、雨の影響で滑りやすくなった壁に助走の段階で滑ってしまい2度続けて失敗し、残り時間10秒で動きを止めタイムアップ。自身初の2大会連続1stステージリタイアとなった。
山田自身は基本的に左右対称のエリアは左側を選択するが、（丸太上り、そり立つ壁は左側鉄則）雨の影響で最も滑りやすかったのが左側のコースだった。タイムアップ後、確認のために中央のコースを選択すると、一発で成功という結果となった。その後、パフォーマンスとしてゴール地点まで行き、拍手の止まない観客席に礼をした。

#### 第9回大会
第8回終了後、SASUKEを諦め切れなかった山田は番組宛に手紙を出し自身の引退を撤回。第9回大会への出場を表明した。
大会前に精神面を鍛えようと四国の山中（徳島県：星谷寺、不動の滝）を訪れ、滝に打たれた。7kgの減量を敢行し仕上がりも順調だった。大会前日、家族宛てに「このまま終わってしまってはいけない。親として、夫としては失格かもしれないけど、夢を諦めるわけにはいきません」と手紙を書き残した。
ゼッケン99で出場しそり立つ壁で1回失敗するも、1stを3位のタイムでクリア。続く2ndで、同じく進出した挑戦者達がスパイダーウォークの下り部分で滑り苦戦。特に、2番目の挑戦者である長野誠の挑戦を見た山田は、「めっちゃ滑っとう」と声を漏らし、危機感を抱いていた。挑戦を終えた長野に滑ることを確認した山田は、地下足袋に滑り止めスプレーを噴射し、スパイダーウォーク到達までに足袋にゴミがつかないよう粘着テープで覆う二重の徹底対策で挑戦。
スパイダーウォーク挑戦前に地下足袋の裏に付着した粘着テープを剥がす予定であったものの上手く剥がすことができず、さらに手に滑り止めスプレーをつけるか否かで悩んだことで、挑戦前に17秒（実況の古舘より）のタイムロス。問題の下り部分は危なげなくクリアできたが、このタイムロスがたたり、最終エリア・ウォールリフティングの2枚目でタイムアップ。先に2ndをクリアしていた山本進悟は「気にしすぎだよ⋯」と声を漏らした。山田は競技後のインタビューで「テープを貼ったのが間違いです。テープがとれないです」と語り、考えが裏目に出る格好となった。
今大会終了後、3rdに新設されたランブリングダイスとランプグラスパーを自宅に製作。山田は独自の攻略法を考え、腕への疲労度を最小限に食い止めるトレーニング方法を編み出した。

#### 第10回大会
第10回大会は、延べ人数1000人目の挑戦者としてゼッケン1000番をつけて出場。1stでオールスターズが4人連続で阻まれ、979番から21人連続リタイア。1stクリア者も4人の中で挑戦となった。そり立つ壁を一発で成功させ、1.77秒を残して1stを突破しクリア。2ndは前回大幅にタイムロスしたスパイダーウォークでは両手だけで滑り止めスプレーをかけ、クリア。4大会ぶりに3rdの最終競技者となり、自宅に製作したランブリングダイスやランプグラスパーを突破し最終エリア・パイプスライダーまで進出。勢いを殺してジャンプし右足をかけてゴールにしがみ付くも、後方にバランスを崩して転落。
直後のインタビューでは、古舘の「まだ整理はついていないのは分かるんですけども、今後どうしますか？」との問いに、山田は以下の通り答えている。
このシーンは、後の大会やバラエティに出演した際の紹介VTRにおいても頻繁に使用されている。SASUKE新世代組の一人である川口朋広はこのシーンについて、「『俺にはSASUKEしかないんですよ』という名言を超える名言は未だにないと思うんですよ。SASUKE30回やってきて。それは多分50回60回続けても永遠に語り継がれる名言だと思います」と語っている。
また、このパイプスライダーで脱落したシーンは2008年に『サスケマニア』で募集された「SASUKE名場面BEST10」で視聴者から多くの票を集め、第6回のパイプスライダー脱落シーンと共に第3位に選出された。

#### 第11回大会
第11回は前回と対照的に、1stでゼッケン95番から99番まで5人連続クリアの中で挑戦。山田はスタッフに「オールスターズの他のメンバーは行けたとしても自分だけ取り残されるかもしれません」と語っていた。しかし、ゼッケン100番の山田も1stを危なげなく突破。2ndではオールスターズを含む6人連続クリアという状況での挑戦となるが、前回クリアしていたバランスタンクで後方に体が傾いた際に右足を踏み外し落下となり、オールスターズ唯一の2ndリタイアとなった。

#### 第12回大会
第12回は、大会前に鹿児島県の最福寺に訪れ「護摩行」と呼ばれる荒行を行った。山田は「不動真言」を唱え続け、途中炎からわずかに後退する場面があったが、修行が終わるまでの2時間炎の前から離れることはなかった。
今大会は、前回FINALに進出した長野誠にゼッケン100番を譲り、山田は98番で出場。1stは慎重なペースでエリアを超え、0.72秒残しでクリア。ボタン押下後、長野の声援に対して山田は彼の名（誠）を叫んで応えた。
2ndではスタートエリアのチェーンリアクションにおいて、安全上の理由から手袋の着用が義務付けられていたが、第3エリアのスパイダーウォーク以降はその着用が禁止されており、スパイダーウォーク突入前に手袋を外さなければならなかった。挑戦前には「手袋をすぐに脱げるでしょうか」とスタッフに語りかけていたが、山田は手袋を着用したままスパイダーウォークに突入してしまい、スタッフからの「手袋を外して！」という指示を無視するかのように先を急いだ。3.55秒を残してゴールボタンを押したものの、手袋を外さずにスパイダーウォークに突入したため、ルール違反として失格の裁定が下る。

##### 2nd STAGE再挑戦
本放送は上記のシーンまでしか放送されなかったものの、その後の模様が2003年10月5日の『ZONE』で放送された。
山田は競技本部に向かい、「手袋は外さなければいけないとは聞いていましたが、失格とは聞いていなかったんです」と主張した。その結果、現場各所の情報を集約し、後日改めて審議を行うとして、失格の裁定が一時預かりとなり、ゼッケン99番のヨルダン・ヨブチェフの前に異例の再挑戦が認められた。
再挑戦は制限時間との闘いで、ゴールボタンを完全に押していないためタイムアップとなる。これに山田は「中指は触れていたんです」とメカニカルトラブルを主張した。遠方のカメラでは山田の右手がボタンにかかっている姿を捉えていたものの、ボタン付近にカメラを設置していなかったため、ボタンを押したか否かの明確な証拠が残っていなかった。審議の結果「抗議を却下するだけの決定打がその場では見当たらない」として、再々挑戦が認められた。
再々挑戦は2ndに進出した全選手分の挑戦終了後に実施されたが、既に2回も2ndに挑戦した山田にクリアする力は残っておらず、ブリッククライムの上段で落下。途中で足を痛め、スパイダーウォークの途中でタイムアップとなったが、スタッフから制止されながらもゴール地点まで向かった。
後日、改めて審議が行われ、山田に正式な裁定が下された。その結果、「ルールの解釈の相違があったとは認められない」として、最初のトライ(手袋を外さずにスパイダーウォークに突入したこと)における失格となった。
山田は今大会1stをクリアした11人中、唯一の2ndリタイア者となった。山田は涙を流し「長野誠が俺の分までやってくれると思います。できれば一緒に行きたかったですけど申し訳ないです」と語り、長野も涙を流した。
この大会の2nd脱落シーンは2008年に『サスケマニア』で募集された「SASUKE名場面BEST10」で多くの票を集め、「山田勝己 手袋失格事件」として第10位に選出された。
なお、この大会が山田にとって最後の2nd進出となった(2024年現在)。

#### 第13回大会〜第17回大会
第12回大会終了後、オーディション予選の実技テスト兼出場者枠決定戦でもある「SASUKEトライアル」で10.58秒を残して総合ランキング12位になり、第13回大会への出場権を獲得したが、山田は「今は家族との時間を大切にしたいです」と語り、自身初の欠場という道を選んだ。しかし、第13回大会の放送を視聴後、「今までずっと闘い続けてきた場所に、自分は出てなかったんだな。自分はもう存在しなかったんだなぁと痛感して涙が出てきました」と語っている。これに伴い、皆勤賞は同じくSASUKEオールスターズの山本進悟のみとなった。
2大会ぶりの出場となった第14回は、過去8大会一度も失敗したことのなかった1stのジャンプハングで跳躍に高さが出ず、直線的に飛んでしまいネットから手が離れてリタイア（ゼッケン99）。
第15回は30代で出場する最後の大会となった。1stのクロスブリッジ通過後にバランスを崩しコース外のマットの上に転落する形でのリタイア（ゼッケン99）。
第16回を前に山田は不惑を迎えた。同大会はそり立つ壁こそ1発で成功させるも、全体的に慎重なペースで進んだことが仇となり、ゴール目前でタイムアップ。収録後のインタビューで「これで最後なんですよ。今回で終わりというのは決めてたので」と語り、引退を示唆する言葉を口にした（ゼッケン99）。その後の模様は『BODY』で放送され、CM出演によるイベントでのファンの声援などで気持ちが動き、引退を撤回した（本大会以外の出来事も参照）。
第17回は3年ぶりにゼッケン100番で挑戦。今大会は極度の緊張が山田を襲い、自身の出番2時間前から全身に滑り止めスプレーをつけるという常軌を逸した行動に出るなど、平常心を失っていた。
1stはそり立つ壁まで到達し、4度目の挑戦で壁を乗り越えるもタイムアップ。山田は「緊張で立ってるときから足が震えていました」と語った。序盤のペースは前回とはうって変わってハイペースで進み、長野も「めちゃめちゃ良かった。もう（エリア間は）バッチリだった」と語っている。
また、同大会は山田に憧れてSASUKE出場を決意した長野誠が史上2人目の完全制覇を達成。山田は同大会の放送日に大阪にて行われたボウリング大会に参加し、終了後に車の運転中のコメントでオールスターズ全員でのファイナル進出を目標にしてきた長野誠に対し、「皆で（ファイナルに）行ったら面白ないやろと思ってましたが、やっぱりみんなでっていうのが、今回はね長野に教えられたのかなっていう風に思いました」と心境の変化を語っている。

#### 第18回大会〜第21回大会
リニューアルされた第18回大会は、ゼッケン争奪マラソンで73番という早めのゼッケンを選択した。今まで上半身裸で挑んだが、初めて半袖着用で挑んだ。オール新エリアの1stを最終エリア・ロープラダーでタイムアップ。これで3大会連続のタイムアップとなる。
第19回は、1stのポールメイズでポールを上手く動かせずに約60秒のタイムロス。辛うじてクリアするも続くジャンピングスパイダーで落下した（ゼッケン91）。
第20回は大会前の2月に自宅の練習セットで顔面を負傷するアクシデントに見舞われた。同大会ではゼッケン1999番で出場し、ジャンピングスパイダーで一度張り付いたものの、その直後に右足を滑らせて転落した。
第21回は身体の調子が万全ではなく、スタート前から肩や足にテーピングを巻いての挑戦となった。ジャンピングスパイダーをクリアするが、着地した際に足を負傷。負傷した足でハーフパイプアタックをクリアするも、そり立つ壁でタイムアップとなる。後のインタビューでは「もう一回ベストの状態でSASUKEに挑んでみたいですね」と語っている（ゼッケン96）。
また、今大会は山田の弟子が出場を懸けた予選会「SASUKEトライアル2008夏」を第1位で通過し出場権を獲得。ゼッケン48番で出場し、大会前には山田の自宅セットで練習を重ねたものの、1stのジャンピングスパイダーでリタイアとなった。

#### 第22回大会～第24回大会
第22回は大会前に白血病を患った男児から「僕は山田さんの戦う姿を見て手術をすることを決めて頑張りました。なので山田さんも頑張って今年は1stステージをクリアしてほしい」という手紙が届き、番組内でも取り上げられた。同大会は、1stのジャンピングスパイダーでリタイア（ゼッケン81）。
また、今大会は山田に弟子入りした俳優の中尾明慶がゼッケン88番で出場。大会前に山田の自宅セットで練習を積むも、1stのジャンピングスパイダーでリタイアとなった。
第23回はハーフパイプアタックまでは好調だったもののそり立つ壁で大苦戦。4度目の挑戦で辛うじてクリアするも、スライダージャンプではパイプスライダーのように順手逆手で挑んだことが仇となったか、綱を掴み切れず頭から落水した。リタイア後のインタビューでは「もう一回半年頑張って、次落ちたら最後ぐらいの気持ちでやりたいです」と語った（ゼッケン71）。
第24回は「1stをクリアできなければ最後のつもりで」という決意で臨み、7kgの減量を敢行して挑むもそり立つ壁でタイムアップ（ゼッケン80）。山田は引退こそ明言していないものの、番組中のテロップには「山田勝己 引退」と表記された。
第25回は欠場し、緑山にも姿を現さなかった。

#### 第26回大会〜第27回大会
第26回を前に、山田はスタッフに「もう一度チャレンジしたい」という内容の手紙を送り、3人のオールスターズメンバー（秋山・竹田・白鳥）の欠場も考えて、出場することが決まった。
同大会はそり立つ壁を攻略すべく、腰に20kgの錘をつけて坂道ダッシュをする対策を講じた。1stは脱落者の多かった新エリアのローリンクエスカルゴを突破。その後ジャンピングスパイダーで一度は張り付くも、直後にバランスを崩して転落した（ゼッケン90）。
第27回は大会前に自宅のそり立つ壁の高さを20cm上げて練習を重ねた。そり立つ壁に到達するまではかなりハイペースでエリアをクリアしており、長野も「いけるよ今回!」と太鼓判を押すほどであったが、今大会は前半に脚力を要すエリアが多い影響でスタミナを奪われ、そり立つ壁に一瞬左手をかける場面があったものの、掴みきれずタイムアップ。リタイア後のインタビューでは「本当申し訳ないです。（同年春の東日本大震災もあり）頑張ろうって言いたかったんですけどね、『頑張ろう日本、東北』ってね…。もっともっと練習してきます」と語った（ゼッケン91）。

#### 第28回大会
1年半ぶりの開催となった第28回は、番組内で「オールスターズ最後の戦い」と釘打たれ、秋山と山本（翌大会に撤回）が引退した。山田は引退こそ明言しなかったものの、本番前には「どこかでケジメをつけようというのは自分の中ではあります」と語った。
8大会ぶりにゼッケン99番で登場。前日に怪我をした左足を引きずりながら1stに挑み、難関エリア・スピンブリッジ、ジャンプハング改をクリアしたが、2連そり立つ壁に到達した時点で残り時間20秒を切り、クリアは絶望的となったが、タイムアップ音と同時に1つ目の壁を乗り越えた。
挑戦後のインタビューでは、SASUKEオールスターズに関するメッセージとして「いつもだらしない結果で、リーダーとしてもだらしなくずっとやってきましたが、皆に分かってほしいのは、オールスターズっていうのはSASUKEがすごく大好きで、ずっと十何年間も一緒に戦い続けて来て、いいメンバーに巡り会えて、俺はすごい幸せです」と語っている。
その後、漆原裕治を始めとする新世代組に向けて、以下のメッセージを残している。
本大会放送後、YouTubeで公式上で公開されたインタビュー動画では「SASUKEの為ならお前やれ（出場しろ）と言われたら体潰れるまでボロボロになったとしても出ますし、SASUKEが今後続いていく為であれば、俺はなんだってやるって決めました」「SASUKEを続けて応援してくれる人半分、否定する人半分でしたけど、諦めずに頑張るって言うことを本当の意味で学びました」「若い奴らに先越されている感はありますけど、完全制覇は諦めていないので、いつか必ず制覇してみせます」と最後までミスターSASUKEとしての意気込みを露わにした。

#### 第29回大会〜第30回大会
第29回は山田軍団 黒虎を率いて1stのエリアを徹底解説し、3rdのデモンストレーションも担当。2002年秋以来約10年ぶりに3rdに挑戦し、アイアンパドラーで苦戦する場面があったが突破し、最終的には第3エリア・クレイジークリフハンガーの2本目終盤でリタイアとなった。実況は総合演出の乾雅人が担当した。
第30回は各週刊誌において、ゼッケン2934番を着けて大会に出場したことが早期のうちから公開されていたが、放送及び記念DVDでは全カット。ホームページに掲載されている出場者リストでは欠場扱いとなった。
総合演出の乾雅人は本大会の山田の出場について「申し上げることはない」としている。山田本人によると「30回大会は自分から放送をカットしてくださいとお願いしました」としている。

#### 第32回大会～第35回大会
第32回では、YouTubeで公開された1stからFINALまでの各エリアの解説を担当した。FINALではセット横の階段からゴール地点への登頂を行い、初めて頂上からの景色を眺めた。この際山田は「どこかチャンスがあるならば、必ず戻ってきます」と、復帰への意欲も見せていた。
第33回では番組開始20周年の節目に因んで特別招待選手として復帰。スタッフに「20周年を一言で」と問われると「ありがとうの一言ですね。こんなにダメやったやつをここまで育て上げてくれて」と語った。挑戦は1stのタイファイターでリタイア（ゼッケン33）。挑戦後のインタビューでは「俺の思いは、悔しさは持って帰りますが、完全制覇という昔からの思いは置いていくので若い奴らが必ず取り戻してくれると思います」と涙しながら語った。
第35回も黒虎を率いて緑山に姿を現し、山田自身は出場していない。なお、収録数日前の仕事中に、重さ700kgの鉄板を足の上に落として大怪我を負ったため、会場には車椅子姿で登場した。

#### 第38回大会～
第38回出場を自身のYouTubeで公言。黒虎・SASUKEオールスターズの肩書きに頼らず、一般枠での応募を選んだ。ゼッケン97番で出場し、1stのドラゴングライダーまで到達。トランポリンジャンプの際に1本目のバーを両順手でグリップしていたため、重力に耐え切れずリタイアした。競技終了後、山田は「みんなが応援してくれて、笑顔でやれたので楽しかったです」と語り、競技本部に向かって「ありがとうございました」と一礼した。
第39回はゼッケン96番で登場。降雨の中1stを挑戦し、スタートエリアのクワッドステップス4枚目の踏み板で滑り、足が着水する形でリタイア。山田はリタイア後もローリングヒルに進んだが、下りから対岸に移った際に滑り落ち、一度の挑戦で二度落水する異例の事態となった。
第40回は3996番で登場。前々回クリアしたフィッシュボーンで進入のタイミングを誤り、ポールに弾かれる形で落水。リタイア直後には、悔しさの余り絶叫し涙を流す姿も見られた。
第41回は95番で登場。大会半年前3月27日に母が逝去。前回リタイアしたフィッシュボーンの進入のタイミングに戸惑いながらも強引に突破。続く新エリアのツインダイヤ1個目→2個目の移行時に前傾姿勢になるも飛距離が足りずそのまま落水。黒虎の山本良幸がリタイアした後のインタビューでは、誰よりも山田を応援してくれていた母のことを想い、涙を流した。なお、本大会では山本進悟・長野誠が序盤でリタイアしたためSASUKEオールスターズの中では最優秀成績である。

### 大会別成績
| 大会    | ゼッケン | 記録  | 記録                   | 記録                          | 備考                           | 年齢 |
| 大会    | ゼッケン | STAGE | 脱落エリア             | 備考                          | 備考                           | 年齢 |
| ------- | -------- | ----- | ---------------------- | ----------------------------- | ------------------------------ | ---- |
| 第1回   | 92       | 2nd   | 5連ハンマー            | 3本目                         |                                | 31   |
| 第2回   | 91       | 2nd   | スパイダークライム     | 6枚目                         | 1st全カット 2ndダイジェスト    | 32   |
| 第3回   | 89       | FINAL | 15m綱登り              | タイムアップ、残り約30cm      | 最優秀成績                     | 33   |
| 第4回   | 100      | 3rd   | クリフハンガー         | 2個目の空白                   |                                | 33   |
| 第5回   | 100      | 2nd   | スパイダーウォーク     | 3枚目                         |                                | 34   |
| 第6回   | 99       | 3rd   | パイプスライダー       | 着地後にコース外転落          | 最優秀成績                     | 34   |
| 第7回   | 100      | 1st   | ロープクライム         | タイムアップ                  |                                | 35   |
| 第8回   | 100      | 1st   | そり立つ壁             | タイムアップ                  |                                | 35   |
| 第9回   | 99       | 2nd   | ウォールリフティング   | 2枚目、タイムアップ           |                                | 36   |
| 第10回  | 1000     | 3rd   | パイプスライダー       | 着地失敗                      | 最優秀成績                     | 36   |
| 第11回  | 100      | 2nd   | バランスタンク         | 対岸付近、後方に転落          |                                | 37   |
| 第12回① | 98       | 2nd   | スパイダーウォーク改   | 手袋取り忘れにより失格        | 2ndは3回挑戦 正式な記録は1回目 | 37   |
| 第12回② | 98       | 2nd   | ウォールリフティング   | ボタンが押せずタイムアップ    | 2ndは3回挑戦 正式な記録は1回目 | 37   |
| 第12回③ | 98       | 2nd   | スパイダーウォーク改   | タイムアップ                  | 2ndは3回挑戦 正式な記録は1回目 | 37   |
| 第14回  | 99       | 1st   | ジャンプハング         | 掴み失敗                      |                                | 39   |
| 第15回  | 99       | 1st   | クロスブリッジ         | 対岸付近、コース外転落        |                                | 39   |
| 第16回  | 99       | 1st   | ロープクライム         | タイムアップ                  |                                | 40   |
| 第17回  | 100      | 1st   | そり立つ壁             | クリア直後にタイムアップ      |                                | 40   |
| 第18回  | 73 (※)   | 1st   | ロープラダー           | タイムアップ                  |                                | 41   |
| 第19回  | 91       | 1st   | ジャンピングスパイダー | 張り付き失敗                  |                                | 41   |
| 第20回  | 1999     | 1st   | ジャンピングスパイダー | 張り付いた後転落              |                                | 42   |
| 第21回  | 96       | 1st   | そり立つ壁             | タイムアップ                  |                                | 42   |
| 第22回  | 81       | 1st   | ジャンピングスパイダー | 張り付き失敗                  |                                | 43   |
| 第23回  | 71       | 1st   | スライダージャンプ     | 掴み失敗                      |                                | 43   |
| 第24回  | 80       | 1st   | そり立つ壁             | タイムアップ                  |                                | 44   |
| 第26回  | 90       | 1st   | ジャンピングスパイダー | 張り付いた後転落              |                                | 45   |
| 第27回  | 91       | 1st   | そり立つ壁             | タイムアップ                  |                                | 45   |
| 第28回  | 99       | 1st   | 2連そり立つ壁          | 1つ目、登った直後タイムアップ |                                | 47   |
| 第30回  | 2934     | 1st   | 2連そり立つ壁          | 2つ目、タイムアップ           | 全カット                       | 48   |
| 第33回  | 33       | 1st   | タイファイター         | 中盤                          |                                | 51   |
| 第38回  | 97       | 1st   | ドラゴングライダー     | 中盤                          |                                | 55   |
| 第39回  | 96       | 1st   | クワッドステップス     | 4枚目、着水                   |                                | 56   |
| 第40回  | 3996     | 1st   | フィッシュボーン       | 2歩目                         |                                | 57   |
| 第41回  | 95       | 1st   | ツインダイヤ           | 1→2個目                       |                                | 58   |
| 第42回  | 95       | 1st   | ツインダイヤ           | 1→2個目                       |                                | 59   |

- ※第18回大会はゼッケン争奪マラソンによって決定

### 通算成績
| 出場数 | 2nd進出 | 3rd進出 | FINAL進出 | 完全制覇 | 最優秀成績 |
| ------ | ------- | ------- | --------- | -------- | ---------- |
| 33回   | 10回    | 4回     | 1回       | 0回      | 3回        |

- 2024年第42回大会終了時点

### SASUKEトライアル（2004年）
| STAGE | 制限時間 | 残り時間 | 順位 | クリア人数 | 備考             | 年齢 |
| ----- | -------- | -------- | ---- | ---------- | ---------------- | ---- |
| 1st   | 80秒     | 10.58秒  | 12位 | 15人       | 第13回大会は欠場 | 38   |

### SASUKE WORLD CUP 2024
| チーム      | 背番号 | ステージ | 出順            | 結果             | 備考  | ポイント |
| ----------- | ------ | -------- | --------------- | ---------------- | ----- | -------- |
| 日本 Legend | 5      | 1st      | 第4ヒート-3番目 | フィッシュボーン | 4歩目 | 20pt     |

## SASUKE選手としての特徴

### 記録
いずれも2023年第41回大会終了時点の記録。
- 初出場から6大会連続1stクリア（第1-6回大会）の歴代最多記録を保持している。第12回大会までは1stを10度突破しており、1stクリア率は約83%。1stをクリアした10度のうち4度（第5、6、9、10回）がクリア者一桁の大会である。
- 3rd最終エリア到達数は3度であり、3大会とも最優秀成績を記録。
- 最優秀成績は過去3度（第3、6、10回大会）経験しており、長野誠・森本裕介（8度）、漆原裕治（4度）に次ぐ歴代4位。完全制覇者を除くと歴代1位。
- ゼッケン100番は7回経験しており、長野の15回、森本の11回に次ぎ歴代3位で完全制覇者を除けば圧倒的最多（山田以外はいずれも1回[11]）。
- 1大会の最多リタイア記録（第12回大会、3回）の記録を保持している。最多1stリタイア記録では山本進悟、鳥澤克秀に次ぐ第3位である(22回)。

### エリア・ステージ
1stのエリア・ジャンプハングは第11回のみ上から登って移動し、2000年春から2003年春（第5回-第12回、SASUKEトライアル）まで9回連続でクリアしている。第14回に初の失敗を喫したものの、その後の大会は全てクリアしている（2020年現在）。
1stのエリア・そり立つ壁は、初登場した第5回にて脱落者が続出したが、山田は本放送における成功者5人のうちの1人となっている。初挑戦の第5回大会から第16回大会まで（SASUKEトライアルを含む）のそり立つ壁は、10回中8回を成功（2度目までに成功）させており、成功率80%だった。ただ第19回から第27回のそり立つ壁が20cm高くなったことが原因か、成功したのは第23回の1回だけである。
第12回までは12回中6回2ndでリタイアしている。6度の2ndリタイアはこれは現在でも竹田敏浩、漆原裕治、山本進悟、長崎峻侑と並んで最多記録であり、特にスパイダーウォーク関連のリタイアが多く、2ndがリニューアルされた第7回以降は4度進出するものの、その内の2度はスパイダーウォークが原因でのリタイアである。大リニューアルが敢行された第18回大会以降も1stジャンピングスパイダーに4度屈している。
3rdでは進出した過去4回中3回最終エリア・パイプスライダーまで到達している。第10回の1stスタート前の取材映像では「第1、第2ができる自信があっても、第3の自信が無ければ出ないほうがいいですから」と語っている。
竹田敏浩がSASUKEオールスターズで唯一ファイナル進出経験がないことが知られているが、ゴール地点が離れたパイプスライダー（第4回以降）は山田もクリアしたことがない。

#### パイプスライダーのグリップ（順逆）
パイプスライダーでは片方が順手、もう片方が逆手というグリップをしており、当初は山田のみが行う手法だった。初挑戦の第3回ではスタート直後からバーが傾いでしまったことにより、古舘伊知郎から「このグリップの仕方はどうだったのか？これは、考え外れた戦略でありましょうか」と実況される場面もあった。第6回のコース外転落について古舘伊知郎は「振り子のように横に振られるから、反動がついて落ちやすくはなる」と本放送で解説している。
しかし、第8回のヨルダン・ヨブチェフが山田のような順手・逆手の手法でパイプスライダーを成功。さらにその後オールスターズを中心に順手・逆手の手法が普及し、複数の成功者が出たことにより、順手・逆手の手法は主流のものへと変化していった。
後に登場した固定されていない棒を握る動作が要求されるエリア（サーモンラダー、ドラゴングライダー、フライングバー等）においても出場者の間でこの手法が広がっており、現在はこの手法を略した「順逆（じゅんさか）」との呼称が定着している。

### 愛称
愛称は「ミスターSASUKE」「浪速のターミネーター」。
また、「浪速のブラックタイガー」「漆黒の通天閣」「人生SASUKE」「職業SASUKE」「無冠の帝王」「完全制覇に最も近い男」とも呼ばれたことがある。
「浪速のターミネーター」とは、山田がアーノルド・シュワルツェネッガーに似ていることから、当時の実況者であった古舘伊知郎が『クイックマッスル全国選手権』出場時につけた最初の愛称である。
「浪速のブラックタイガー」という愛称も生まれ、後に結成した「山田軍団・黒虎」はこの愛称を参考に命名した。

### 影響と評価
自宅にSASUKEのセットを初めて作成した人物である。山田の影響により、現在は多くの出場者が自宅にSASUKEのセットを作成して練習している。また、多くの有力選手などが山田の活躍に憧れを抱き、影響を受けてSASUKE挑戦を志している。その事は選手のみならず、番組制作にも多大なる影響を与えている。

#### 選手への影響
- SASUKE史上初の完全制覇者である秋山和彦とは、SASUKEが始まる以前から2人共「筋肉番付」に出演しており、番組内のクイックマッスルでは山田と直接対決をするなどSASUKE以前から切磋琢磨するライバルとして、山田が自宅に幾つものSASUKEのトレーニングフィールドを自作し試行錯誤と血の滲む様な練習の末、2ndステージ序盤のエリア「スパイダーウォーク」の壁にはゴム足袋が強いグリップ力を発揮する事を発見、それを秋山に教えた第4回大会で全長14.4mものスパイダーウォークをわずか15秒で走破し、時間に余裕を持って2ndをクリアした後もそのまま3rd、FINALステージをも突破し完全制覇を達成した。
- 史上2人目の完全制覇者である長野誠は、自分より年上の山田が仕事をも捨てて夢を追い求める姿を見て自分とは対照的な生き方に大きな憧れを抱くようになり出場を決意した。漁船の自室に家族の写真と並べて山田の写真を貼り、山田同様失敗したエリア（そり立つ壁）のセットを自宅に作って練習したことから、当初は「第2の山田」という愛称で呼ばれた。
- 史上3人目の完全制覇者である漆原裕治も山田をはじめとするSASUKEオールスターズに憧れて出場を決意した[注 17]。2006年にお台場の「マッスルパーク」内にSASUKEセットが設置された際に漆原は通い詰めていたが、イベントで訪れた山田がSASUKEセットに挑戦する漆原の動きを見て、どうにかSASUKE出場のチャンスを与えられないか考えた山田は、第21回前に山田の地元で行われるSASUKEオールスターズのイベントに必ず来るように漆原に伝え、そのイベントの中に設置したオリジナルのSASUKEセットを最速で全攻略した優勝者にはSASUKEの出場権が与えられるタイムアタックの予選会が開催され、SASUKEオールスターズも6人全員が参加する中でクリアタイム1位で完全制覇した事から、山田の目論見通り初の本選出場が決定した。この事から、漆原は「SASUKEの道を切り開いてくれたのは山田さんです」と語っている[6]。
- 史上4人目の完全制覇者である森本裕介も、第3回大会でFINALに挑む山田の姿に憧れてSASUKE出場を志した[14]。森本はSASUKEで結果を残す前に、山田の自宅を訪ねて自作セットでトレーニングをしたことがある。
- SASUKE新世代組の一人である菅野仁志は、山田の3rdの挑戦に憧れてトレーニングを始めたと語っている[6]。
- 同じくSASUKE新世代組の一人である又地諒は、小学生の頃にTVで山田の挑戦を見たことがSASUKEを始めたきっかけだと語っており、「人生に一番良い影響を与えてくれた人」としている[6]。
- 森本世代の一人である山本桂太朗も、第8回大会で引退を決意して臨んだ山田を見て「いつか自分もこんな風になりたい」と出場を目指していた[動画 28][動画 29]。

#### 番組への影響
- 総合演出を務める乾雅人は、出場者の人間ドラマを描く現在のSASUKEの土台を作ったのは山田の影響が大きかったと語っている。自宅にセットを作るほどSASUKEにのめり込む山田のストーリーを第3回大会の放送から組み込んだところ、番組が一気に人間臭いものに変わり、それがSASUKEの大きな柱になったと語っている[15]。また、乾はSASUKEが生んだモンスターとして、山田の名前を挙げており、「彼がいたからその後に長野誠であったり、後に続く者が出てきた」と評価している[15]。
- 第4回から登場した3rdの定番エリア・クリフハンガーは、1999年に当時のプロデューサーが山田を取材した際、壁懸垂のトレーニングをしている山田の姿を見たことによって思いついたものだという[16]。奇しくも第4回に新設された同エリアで山田は脱落となった。

#### 評価
- 番組プロデューサーは、「山田さんは失敗するにしても、こちらの想像しえない結果を見せてくれる。記録よりも記憶。プロ野球で言えば、王貞治ではなく長嶋茂雄なんです」と評価している[2]。また、総合演出を務める乾雅人は、「我々の想像を毎回超えて何かをやらかす、不世出の天才」と評価している[17]。
- SASUKE新世代組の一人である川口朋広は、「やっぱりいろんな人に話を聞いて一番最初に出てくるのは山田さんの名前なんですね。〝ミスターSASUKE〟の、仕事やめちゃった人でしょと。それくらい印象強くて、悪いことも良いこともすべてSASUKEのことを知っていて、『俺にはSASUKEしかないんですよ』という名言を超える名言は未だにないと思うんですよ。SASUKE30回やってきて。それは多分50回60回続けても永遠に語り継がれる名言になると思うので、これからもずっとSASUKEの象徴であると思います」と評価している[6]。
- SASUKEへの取り組み方、挑む姿勢は他の選手に高く評価されており、常連選手である高橋賢次は、「山田さんの行動一つ一つを目に焼き付けてきたんですけど、取り組み方、気持ちの入り方、SASUKEに対する熱い気持ちが本当に〝ミスターSASUKE〟なんですよ」と評しており、SASUKE新世代組の一人である日置将士は、「山田さんをテレビで拝見して、SASUKEに対する取り組み方、構え方、挑み方、いろいろとご指導いただいていて、今の僕たちがあると思っています」と評している[6]。

### テーマ曲
専用のBGMがテーマソングとして存在する。
| 曲名           | 出典                | 初使用回 | 備考       |
| -------------- | ------------------- | -------- | ---------- |
| 終わりなき護法 | 鬼神童子ZENKI       | 第5回    | 紹介VTR    |
| 幻夜           | 六三四Musashiの楽曲 | 第5回    | スタート前 |

## クイックマッスル（3分間腕立て伏せ）
20歳過ぎからジム通いをしていた頃、『筋肉番付』のクイックマッスル（3分間で腕立て伏せの回数を競う）の一般募集を見たところ、山田曰く「なにか自分が頑張れば結果が出せるものを探していた」こともあり挑戦を決意。そこからはジムでのトレーニングも腕立て伏せに特化したメニューに変えたと語っている。

### クイックマッスル全国選手権
1996年、『クイックマッスル全国選手権』本選出場を目指し、大阪府の予選会に参加。激戦区と呼ばれた大阪大会を212回という記録を残して1位通過し、本選出場権を獲得した。『クイックマッスル チャンピオンシップ』の王座挑戦権も獲得し、当時無敗のチャンピオンであった朝野公平と対決。朝野275回、山田249回で王座奪取はならなかった。
1996年9月7日、『クイックマッスル全国選手権』本選に大阪府代表として出場。会場には身重であった妻と長男、当時の職場の同僚などが応援に来ていた。本選では1回戦を250回、2回戦も同じく250回の記録を残して準決勝進出。いずれも対戦相手の回数を見てペース配分を行い、余力を残しての勝利であった。
準決勝の相手は無敗であった朝野公平を破り、最高記録307回を記録した秋山和彦。当時はセンサーが用意されておらず、秋山が低い姿勢の腕立てをしたとして2度の警告(1度につき10秒間のペナルティー)を受ける。終盤まで快調なペースで秋山を引き離すが、残り15秒から秋山が猛烈な追い上げを見せ、結果は両者298回。審議となり、秋山が2度の警告を受けていたため、山田が決勝へ駒を進めた。山田は後のインタビューで「(まさかここまで来るとは)思っていませんでした。298回なんか練習でもしたことはありません」と語っている。
決勝は岩手代表の伊藤忠夫との勝負となるが、準決勝での激闘により充分な体力は残っておらず、結果は伊藤300回、山田243回で準優勝に終わる。山田はこの後悔し涙を流している。準決勝で記録した298回は秋山(307回)、伊藤(300回)に次いで大会第3位の記録である。
2006年、お台場マッスルパークにて秋山和彦と10年ぶりの腕立て勝負が行われた。10年のブランクを感じさせない両者は、秋山253回、山田222回で幕を閉じた。この勝負は『サスケマニア』にて放送された。

### MUSCLE RECORD 9ミニッツ（9分間腕立て伏せ）
1997年12月27日、『筋肉番付スペシャル!!』として東京湾アクアラインで行われた『MUSCLE RECORD 9ミニッツ』に近畿代表として出場。ルールは3分間腕立てして1分間休憩、これを3ラウンド繰り返すというもの。大会では644回を記録し、682回を記録した伊藤忠夫に次いで準優勝となる。

### 三色筋肉（マッスルジム）
2000年10月、過去の成績優秀者のみを集めた『三色筋肉決戦大会』に出場。ルールは1分毎に腹筋、背筋、腕立て伏せをするというもので、「筋肉精鋭軍団」VS「筋肉伝説軍団」の3対3の対決方式で行われた。9月に行われたSASUKE第6回大会のパイプスライダー落下時に腰を強打したため、出場が危ぶまれたものの、体調を回復させ、三色筋肉用のセットを自宅に作成して練習に励んだ。本番前には「クイックマッスルからずっと数えてみても準優勝ばっかりで、SASUKEに関してもあともう少しで落ちているんで、俺の中では一番じゃないと意味がない」と意気込みを語った。
山田は「筋肉伝説軍団」の2番手として登場し、212回の自己記録を持つ高田聖一と対戦。山田214回、高田192回で勝負を制し、記録としては暫定1位となる。
その後「筋肉伝説軍団」の3番手として登場した伊藤忠夫（233回）が、賀出泰崇（172回）との勝負を制し、「筋肉伝説軍団」の優勝が決定した。ただし、記録としては伊藤に抜かれ、山田の残した214回は全体2位の成績となった。この模様は『ケイン・ザ・マッスル』内で放送された。
2001年、『筋肉番付』内の1コーナーである筋肉行脚にて秋山和彦と対決を行った。全体を通して秋山に遅れをとる形となったものの、腕立て残り10秒で猛烈な追い上げを見せ逆転。結果は山田202回、秋山200回で山田の勝利となった。
2001年、『筋肉番付』で池谷直樹との三色筋肉対決も行われた。腹筋でカウントミスが多発し、池谷に10回以上遅れをとるペースで最後の腕立て伏せに突入。猛追したものの腕立てでもカウントミスが多発し、結果は池谷212回、山田201回となった。

### 3ミニッツプッシュアップ
2024年12月31日、TBS特番『大晦日オールスター体育祭』にSASUKE代表として日置将士と共に出演。クイックマッスルが名を変えて【3ミニッツプッシュアップ】として18年振りに復活し、男性部門に参戦した。還暦を目前とする中、パリ五輪メダリストや芸能界をはじめとするアスリート達を凌ぐ筋持久力と根気強さを見せつけ、女性部門の勝者・森秋彩の124回を上回る最高記録139回を樹立し優勝。
勝者予想では日置がただ1人的中させ、この活躍もあり番組の総合成績では山田と日置が共に同率2位を獲得している。

## TV番組出演

### 海筋肉王（バイキング）
フジテレビの『海筋肉王』にも2005年4月から2006年7月にかけて出場。個人戦、ペア戦含めて過去4回出場している。
個人戦第2弾に初出場。予選会では1分間腕立て伏せ120回の記録を作り、秋山(137回)に次ぐ第2位の成績となった。本選は1stのキャノンボールでリタイア。
ペア戦では第1弾に長男と共に参戦。1stのバンブロード挑戦途中でタイムアップとなるも、上位15名が2nd進出のルールにより進出。最終エリア・脱出ロード挑戦前にタイムアップとなるも、最後まで登りきった。終了後のインタビューの際に鼻血を出すハプニングもあった。また、この放送は本田技研工業・ステップワゴンの1社提供であり、番組中のCMにも出演した（ワゴンの中でぬいぐるみを抱いて寝ている姿で出演）。
個人戦第3弾では前回リタイアしたキャノンボールをクリアするも、慎重なペースが仇となり、最終エリア・キャプテンキャビンのゴール付近でタイムアップ。
最後の出場となったペア戦第3弾は1stのパーレイでタイムアップ。
| 大会        | ゼッケン | STAGE | 記録               | 備考                 |
| ----------- | -------- | ----- | ------------------ | -------------------- |
| 個人戦第2弾 | 99       | 1st   | キャノンボール     | 落水                 |
| ペア戦第1弾 | -        | 2nd   | 脱出ロード         | 挑戦前にタイムアップ |
| 個人戦第3弾 | 81       | 1st   | キャプテンキャビン | タイムアップ         |
| ペア戦第3弾 | -        | 1st   | パーレイ           | タイムアップ         |

### 水曜日のダウンタウン
TBSの『水曜日のダウンタウン』に過去15回以上出演しSASUKE企画に限らず、演技やカラオケにも挑戦している。それ以前にも山田は『クイズ☆タレント名鑑』『チーム有吉〜◯◯したら即引退スペシャル～』といった藤井健太郎演出のバラエティ番組に出演していた。

#### SASUKE企画
- 2015年1月14日、庄司智春がプレゼンした「金田一のトリック アクロバティックすぎてほぼSASUKE」説を検証するため、『金田一少年の事件簿』のトリックを忠実に再現した「KINDAICHI」に挑戦。全3ステージに挑戦し完全制覇を達成した。ドラマパートもあり、『山田一少年の事件簿』として演技にも挑戦した[注 21]。
- 2015年7月8日、ケンドーコバヤシがプレゼンした「SASUKE猿なら完全制覇できる」説で、ニホンザルのカンタのSASUKE挑戦を見守った。カンタは、通常とは大きくかけ離れた攻略の仕方[注 22] を見せ進んでいくが、最後はそり立つ壁でタイムアップとなり、完全制覇はならなかった[18]。同企画は9月30日に再放送された。
- 2016年6月15日、庄司智春がプレゼンした「ゲーム×現実 SASUKE マリオ」の企画に出演。小宮浩信・山本博・歌広場淳・福徳秀介・レイザーラモンHG・佐藤かよ・秋山和彦と共に、SASUKEとスーパーマリオメーカーを組み合わせた種目に挑戦した。成功者は0人で、山田は1つ目のクワッドステップスで失敗に終わった[19]。
- 2017年4月19日、庄司智春がプレゼンした「ホームセンター×SASUKE」の企画に出演した。あかつ・レイザーラモンHGと共に予算3万円でホームセンターの商品を購入し、購入した物を活用して完全制覇へ挑んだ。山田は、そり立つ壁を脚立で上る、ダブルペンダラムを手作りの舟でスルーするというアイデアで7エリア中苦手な2エリアを無効化するという作戦だったが、挑戦ではその手前のタイファイターで落水してしまった[注 23]。
- 2018年3月21日、博多大吉がプレゼンした「SASUKEの池の水ぜんぶ抜く」に出演。本企画はテレビ東京の『緊急SOS危険生物から日本を守れ!池の水を全部抜いて全滅大作戦』のパロディーとして、20年間替えていなかったSASUKEの2ndSTAGEの池の水を抜くという企画。しかし、5時間かけて水を抜き、2時間も捜索を続けたものの、出てきたものは冬眠中と思われるムカデや、今年のセット組み立て図などの小物が大半。最終的に、庄司智春が金属探知機で骨折中の山田のギプスをチェックし、骨折部分を固定しているボルトを検出し、「山田の足は重傷」という検証結果がオチとなった[20]。

#### カラオケ企画
- 2015年3月11日、カンニング竹山がプレゼンした「隠れ歌うま芸能人を探せ」の企画でゆずの「栄光の架橋」を熱唱し93.009点の高得点を叩きだした。この結果について、「十分納得できますね。90いかないくらいかなとは思ってたんで」とコメントし、「SASUKEのほうが何百倍も緊張します」と続けた[21]。同企画は9月30日に再放送された。
- 2015年9月30日、博多大吉がプレゼンした「番組ゆかりの隠れ歌うまメンバーによる『We Are The World』」の企画に出演。レコーディングには山田のほか、高橋名人、川原浩史、キラー・カーン、桑野信義、獣神サンダー・ライガー、アジャ・コング、遠藤光男、井脇ノブ子、クロちゃんらも参加した。
- 2016年2月17日、バカリズムがプレゼンした「早朝リアル脱出ゲーム」の企画に出演。「早朝カラオケ採点」のプレイヤー2人のうちの1人としてトレンディエンジェル斎藤司と共に眠っていたが、バイきんぐ小峠英二は斎藤を選択したことにより、歌は披露されなかった[22]。
- 2016年5月11日、ケンドーコバヤシがプレゼンした「歌うまスポーツマンNo.1決定戦」の企画に出演。庄司智春・レイザーラモンHG・亀田大毅と共に、カラオケとスポーツを組み合わせた5種目に挑戦した。総合No.1は山田が獲得した[23]。
- 2018年12月5日、博多大吉がプレゼンした「エレベーター早着替えチャレンジ」の企画に出演。17階のビルにて、チャレンジャーが選曲した曲の前奏の長さに応じた階数から1階に降りてきて歌うというもので、降下中には指定された衣装やメイクに着替えなくてはならない。山田は尾崎豊の「I LOVE YOU」を選曲し、3階からのチャレンジとなったが、失敗に終わった[24]。

#### 腕立て企画
- 2019年4月24日、アルコ＆ピース平子がプレゼンした「池谷直樹式の腕立て伏せ[注 24]、池谷直樹が最強説」に、池谷直樹、秋山和彦、アントキノ猪木と共に出演。他の3人がルールに沿って顎でカウンターを連打する中ただ1人真面目に腕立て伏せを行ったため、結果は148回で最下位となった[25]。

#### その他の企画
- 2015年1月14日、たむらけんじがプレゼンした「シンバルだけで食べている人などいない」説に出演し、一般人代表としてシンバルを叩いた[26]。
- 2018年1月17日、博多大吉がプレゼンした「芸能人でもないのに自分のサインある人キビしい」説で、「『芸能人でもないのにサインがありそうな人』調査」の対象となり出演。山田のサインの有無がクイズとして出題され、自身オリジナルのサインを持っていることが判明した[27]。
- 2019年4月10日、小宮浩信がプレゼンした「アスリートが仕掛け人のドッキリ大根すぎて逆に面白いんじゃないか説 第2弾」に川口朋広と日置将士と共に出演。山田が仕掛けたのは、記憶を失いSASUKEに関するの事や自分の名前まで忘れてしまったという設定のドッキリだった[25]。
- 2020年2月5日、庄司智春がプレゼンした「山田勝己に『SASUKE』と言わせずロケするの不可能説」に出演。さらば青春の光、ミキ、平成ノブシコブシ吉村の3組が、山田に「SASUKE」と言われたら即終了の偽街ぶらロケを行った。山田の初期キャッチフレーズ「浪速のターミネーター」を連呼した吉村が47分07秒まで「SASUKE」をブロックし続け、1位の成績となった[13][25]。
- 2020年4月8日、小籔千豊がプレゼンした「どれだけ運動神経が良くても、未経験から一発で棒高跳びは不可能説」に出演。運動神経良い一般人として日置将士、川口朋広と共に「チームSASUKE」の一員として出演した[25]。

#### その他
- 2016年10月25日、『水曜日のダウンタウン』のLINE公式スタンプが発売され、全40種のスタンプの中に山田勝己のスタンプも収録された。「ゲーム×現実 SASUKEマリオ」での「そんなやり方じゃダメですね」という台詞を発したシーンがスタンプとなっている[28]。

### オールスター感謝祭
- 2012年9月29日、『オールスター感謝祭'12秋 超豪華!クイズ決定版』にSASUKE RISINGの番宣をかねて回答者として出演。番組内企画「ぬるぬるビーチフラッグ」に参加し、自宅に特設のぬるぬるビーチフラッグコースを自作して練習に励んだ。決勝戦で河本準一に敗退。回答者としては10問正解し、総合順位は200人中191位だった。
- 2014年3月29日、『オールスター感謝祭'14春 豪華プレゼント大放出!視聴者に大感謝SP』で行われた「赤坂5丁目ウォールクラッシュ」[注 25] の今田同様、デモンストレーターとしてゲスト出演した。
- 2015年10月3日、『オールスター感謝祭'15秋チーム対抗サバイバル!クイズ王座決定戦!!』にて、「SASUKEに26回とも失敗している山田勝己が水に落ちた回数は？」という問題が出題された。正解は10回で、正解者は1名。正解のVTRにこれまでの山田の全リタイアシーンがダイジェストで流れた[注 26]。
- 2022年10月1日、『オールスター感謝祭'22』のクイズで、「山田勝己が落水した回数は15回より上か下か」という問題が出題された。

### その他のTV・メディア出演
- 2007年8月26日、テレビ東京のドラマ『去年ルノアールで』の第7話に出演し、役者デビューを果たした。演出を務めた大根仁は自身のTwitterにて自ら山田にオファーをしたことを示唆している[29]。
- 同年9月5日、テレビ朝日の『すくいず!』に出演。番組内のモンキーバーで佐藤弘道に勝利した。
- 同年10月11日、フジテレビの『CHIMPAN NEWS CHANNEL』2時間スペシャルの1コーナー、SASUKEに佐藤弘道、ワッキーとともに出演、チンパンジーのゴメス・チェンバリンと激闘を繰り広げた（この番組は元は同年2月20日に放送予定だったものが延期されたため、収録自体は2007年初め頃に行われていた）。
- 2011年9月25日、『クイズ☆タレント名鑑 USC〜史上最大ガチ相撲トーナメント 2011秋〜』にSASUKE第27回大会の番宣をかねて出場。自宅に土俵を自作して練習に励んだ。トーナメントでは1回戦であかつに敗退。
- 2015年1月9日、TBSの『チーム有吉〜◯◯したら即引退スペシャル～』に出演。「うそ発見器で笑ったら即引退」という企画に被験者として参加した。
- 同年1月14日、ロンドンブーツ1号2号の田村淳が、トヨタ自動車のトヨタ・ヴェルファイアとのコラボ企画として『新型ヴェルファイアVS足の速い人』をプロデュースし、SP動画を制作。ワッキーや八木真澄、山田らが参戦し、最新の自動車に挑戦した[30]。
- 同年4月13日、株式会社リクルートホールディングスは、取扱い台数日本最大級の中古車情報サイト「カーセンサー」のスペシャルムービーを「YouTubeカーセンサー公式チャンネル」にて公開した。この動画に山田とグラビアアイドルの都丸紗也華が、自身の両手足にタイヤを装着した伝説の中古車として登場した[31]。
- 同年10月6日、NOTTVの『AKB48のあんた、誰?』の「AKB48チーム8のあんた、ロケ」企画に出演。山田の自宅のSASUKEセットで「ミニSASUKE」企画が行われた。
- 同年11月21日、海外向けWi-Fiルーターレンタルサービス「グローバルWiFi®」新TV-CM「糸電話プロジェクト」篇に出演。糸電話で日本と海外をつなげるプロジェクトにすべてを捧げる主人公を熱演した。CMでは「俺には糸電話しかないんですよ」という第10回の名言を真似たものや、紙コップを見て「この反り加減では無理…」と、随所にSASUKEのネタが散りばめられている[32]。
- 2016年9月9日、フジテレビの『全力!脱力タイムズ』に出演。「ガクガク震えるカイダン話」として、東京都港区にある愛宕神社の男坂を紹介し、足がガクガク・ブルブルする階段（カイダン）を登り切った様子が流れた[33]。
- 2023年5月20日、TBSの長時間特番『一緒にやろう SDGsの日』内の1コーナーとして行われた『東大王』特別編に、オールTBSチームの一員として森本裕介と共に出演。
- 同年7月23日、フジテレビの長時間特番『FNS27時間テレビ』内の企画として行われた「400m走生サバイバル」に参加するも、第1レースで脱落[34]。

## ゲーム関連
2001年発売のGB専用ソフト「筋肉番付GB3〜新世紀サバイバル列伝〜」に山田勝己をモデルにした「ミスター・ボンベ」というキャラが隠しキャラとして登場。パワーとスタミナの値が高く、特に初期状態でのパワーは全登場キャラの中でトップクラスである。
2001年発売のGBA専用ソフト「筋肉番付〜決めろ!奇跡の完全制覇〜」に初めて実名で登場し、パッケージにも出ている。パワーとスタミナの値が高いキャラクターとなっている。
2001年発売のPS2専用ソフト「筋肉番付〜マッスルウォーズ21〜」の「マッスルシアター」で一定の条件を満たすことにより、第6回までの大会のダイジェスト映像を視聴できる。
2002年発売のニンテンドー ゲームキューブ専用ソフト「マッスルちゃんぴよん〜筋肉島の決戦〜」に山田勝己をモデルした「やまださん」というキャラで登場。
2006年発売の体感ゲーム「SASUKE&筋肉バトルスポーツマンNo.1決定戦」 のイメージキャラクターとなり、「4倍楽しい！」のキャッチフレーズでCMに出演。番組側は第16回終了時に山田が引退を決意していたため、出演するか否かは本人の気持ちに委ねたが、山田を出演を快諾した。事実、CMスタッフは収録直前まで山田が引退を決意していたことを知らされていなかった。山田は参加したイベントで多くのSASUKEファンからの励ましに触れ、引退を撤回した。このイベントでは腕立て伏せも披露している。

## その他の出来事
- 2005年の第16回前に、法政大学の学園祭にゲスト出演。『SASUKE』を模したセットや、生徒達を乗せたトラック引き、FINAL STAGEを連想させる綱登りなどに挑戦。この模様は『サスケマニア』にて放送された。なお、これ以降山田が法政大学のOBであるというデマが広まっているが、山田本人がYouTubeの動画にて否定している[動画 30]。
- 2006年12月13日、お台場のマッスルパーク報道イベントに、秋山・長野と共に参加。山田はこの他にもマッスルパークのイベントに何度もゲストとして呼ばれている。マッスルパークの『SASUKE』では初挑戦で完全制覇し、この模様は『サスケマニア』にて放送された。
- 2007年3月21日放送の『SASUKE』第18回大会にデンジャラスのノッチが山田勝己のモノマネをして出場[注 27]。ゼッケン74番での出場で、奇しくもゼッケン73番で出場した山田との連番であった。結果は第1エリア・ロープグライダーで脱落（ダイジェスト扱い）。
- 同年10月16日「『SASUKE』に挑戦しよう 春日モリモリまつり」に長野・竹田と共に参加。
- 2008年4月26日、27日にマグロフェスタに長野・竹田・秋山・山本と共に参加。
- 2010年7月25日、姫路市で行われた「2010 第39回 アメリカンヘルスボディビルコンテスト」に特別審査員として出演[36]。
- 同年8月10日、地元・兵庫の『株式会社 基陽』のイメージキャラクターとなり、コラボポスターも製作された[37]。
- 2013年の第29回以降、山田の発言テロップに対し毛筆書きのような専用の書体が使用されており、乾雅人プロデューサーは「山田フォント」と命名している[38]。なお、毎回ひとつひとつ手書きしている[39]。これは「水曜日のダウンタウン」に出演した際も使用されている。
- 2020年5月25日、YouTube公式チャンネル「山田勝己channel」を開設。
- 2022年7月30日、神奈川県相模原市のさがみ湖リゾートプレジャーフォレストにオープンした『SASUKEキッズアドベンチャー』のオープニングイベントに又地諒・鈴木祐輔・錦鯉と共に参加。

## 出演

### テレビ(筋肉番付関連)
- 筋肉番付（TBS）
- SASUKE（TBS）
- KUNOICHI（TBS)（解説者として出演)
- 筋肉精鋭（TBS）
- ケイン・ザ・マッスル（TBS）
- 体育王国（TBS）
- 黄金筋肉（TBS）
- 海筋肉王（フジテレビ）
- BODY（TBS）
- サスケマニア（TBS）
- 完全ドキュメント SASUKEに生きる男たち（2006年10月18日、TBS）

### テレビ(その他)
- ZONE（2000年9月7日、9月14日、2001年3月15日、9月23日、9月30日、2002年3月10日、3月17日、TBS）
- すくいず!「スポ・カジ」（2007年6月13日、テレビ朝日）
- CHIMPAN NEWS CHANNEL（2007年10月11日、フジテレビ）
- 体育の時間（2007年10月20日、TBS）
- クイズ☆タレント名鑑（2011年9月25日、2012年1月22日、TBS）
- オールスター感謝祭（2012年9月29日、2014年3月29日、TBS）
- チーム有吉（2015年1月9日、TBS）
- 水曜日のダウンタウン（2015年～不定期出演、TBS）
- モンスターロック（2015年6月30日、7月7日、スペースシャワーTV）
- AKB48のあんた、誰?（2015年10月6日、NOTTV）
- SPACE SHOWER TV CARNIVAL WEEK 2015（2015年11月29日、スペースシャワーTV）
- 全力!脱力タイムズ（2016年9月9日、フジテレビ）
- マツコがマネーをあげたいクイズ（2018年5月22日、テレビ東京）
- しゃべくり007（2018年6月4日[40]、日本テレビ）
- 有田プレビュールーム（2020年10月19日、TBS）
- 東大王（2021年3月17日、TBS）
- オールスター後夜祭（2021年3月27日、TBS）
- 相席食堂 (2021年12月14日、朝日放送テレビ)
- Let’s!美バディ(2021年12月28日、TBS）
- THE鬼タイジ（2021年12月31日、TBS）
- 植物に学ぶ生存戦略 話す人・山田孝之（2022年1月1日、NHK Eテレ[41]）
- お笑いワイドショー マルコポロリ!（2022年2月20日、関西テレビ）
- ニンゲン観察バラエティ モニタリング（2022年3月3日、TBS）
- X年後の関係者たち（2022年12月20日、BS-TBS）
- 週刊さんまとマツコ（2022年12月25日、TBS）
- 再現できたら100万円!THE神業チャレンジ（2023年1月4日、TBS[42]）
- 探偵!ナイトスクープ（2024年12月13日、2025年6月20日、朝日放送テレビ）

### ドラマ
- 去年ルノアールで 第7話（MENU.07）（2007年8月26日、テレビ東京） - 腕立て男 役
- 筋トレサラリーマン 中山筋太郎〜メリークリスマッスル編〜（2024年12月26日、読売テレビ・日本テレビ） - リエの上司で不倫相手 役[43]

### ラジオ
- ひなこい presents 日向坂46松田好花の日向坂高校放送部（2022年2月26日）

### CM
- 本田技研工業・ステップワゴン（2005年8月3日「真夏の熱血家族大集合 海筋肉王 夏休みプレミアム!!」）
- 体感ゲーム・SASUKE&筋肉バトルスポーツマンNo.1決定戦（2006年）
- 須磨海浜公園 ビーチクリーンキャンペーン（2010年3月-5月、サンテレビ）
- NEW VELLFIRE Presents VELLFIRE LEGENDプロジェクト（2015年2月27日、YouTube）
- カーセンサースペシャルムービー（2015年4月13日、YouTubeカーセンサー公式チャンネル）
- グローバルWiFi「糸電話プロジェクト」篇（2015年11月21日）
- 助太刀[44]（2018年12月31日）
- A Inc.『ふわっち』[45][46]（2020年12月29日）
- 森永製菓 inゼリープロテイン5g 低糖質（2021年11月）
- サントリー GREEN DA・KA・RA『山田さんの遊び』篇（2024年）
- オンリー ONLY JERSEY JOURNEY（2024年）[47]

### ミュージック・ビデオ
- TRICERATOPS - 「Shout!」

### DVD
- 『SASUKE』30回記念DVD 〜SASUKEヒストリー＆2014スペシャルエディション〜（TBS、2015年5月29日発売）
- 「水曜日のダウンタウン5」[23]（よしもとアール・アンド・シー、2016年10月19日発売）